# Guiné Equatorial nos Jogos Olímpicos de Verão de 2016
A Guiné Equatorial, representada pelo Comitê Olímpico Nacional da Guiné Equatorial, compete nos Jogos Olímpicos de Verão de 2016 no Rio de Janeiro entre os dias 5 e 21 de agosto de 2016. O país conta com participação de um total de dois atletas, um homem e uma mulher, que participam no atletismo. Reïna-Flor Okori, três vezes em Olimpíadas com a França, foi o porta-bandeira da Guiné Equatorial na cerimónia de abertura.
Assim como aconteceu em Londres em 2012, o Comitê Olímpico da Guiné Equatorial enviou para o Rio de Janeiro o mesmo número de atletas (dois). menor do que o número de atletas de origem equato-guineenses que participou nos Jogos Olímpicos por outras nações (três).

## Participantes

### Atletismo
| Atleta           | Evento                             | Eliminatória | Eliminatória | Semifinal | Semifinal | Final     | Final   |
| Atleta           | Evento                             | Resultado    | Posição      | Resultado | Posição   | Resultado | Posição |
| ---------------- | ---------------------------------- | ------------ | ------------ | --------- | --------- | --------- | ------- |
| Benjamín Enzema  | 800 metros masculinos              |              |              |           |           |           |         |
| Reïna-Flor Okori | 100 metros com obstáculos feminino |              |              |           |           |           |         |